# 데카르트 잠수부
데카르트 잠수부는 르네 데카르트의 이름을 딴 고전적인 실험 장치이다. 데카르트 잠수부에는 부력의 원리와 보일의 법칙이 이용된다. 부침자라고도 한다.

## 실험 방법
데카르트 잠수부 실험을 위하여 '잠수부'로 쓰일 작고 잘 휘지 않는 한 쪽 끝이 열린 관을 준비한다. 이 '잠수부'를 페트병처럼 크고 유연한 용기에 넣고,용기에 물(다른 액체도 상관은 없다)을 채운 후 용기를 밀폐시킨다. '잠수부'에는 어느 정도 물이 채워져 있지만 '잠수부'가 용기 속의 물에 완전히 가라앉지 않고 수면 근처에 떠있도록 부력의 균형을 맞출 수 있게 하는 충분한 양의 공기가 들어있다.
밀폐된 용기의 유연한 부분을 누르게 되면 '잠수부'가 마치 잠수하는 듯한 현상, 즉, '잠수부'가 용기의 밑바닥에 가라앉는 현상이 일어난다. 그러나 용기에 가해지던 압력이 사라지면 '잠수부'는 다시 수면 근처로 떠오르게 된다.

## 작동 원리
'잠수부'에는 충분한 부력을 받을 수 있을 정도의 공기가 들어있으므로 물의 표면에 떠있게 된다. 이 때 용기에 압력을 가한다면 파스칼의 법칙에 의하여 용기 내의 수압이 증가할 것이고, '잠수부' 안에 들어있는 공기방울에 가해지는 수압도 증가하게 될 것이다. 보일의 법칙에 의하여 기체의 압력과 부피는 반비례하므로 공기에 가해지는 압력이 증가하게 된다면 그만큼 공기의 부피는 감소할 것이다. 공기의 부피가 감소하므로 '잠수부' 내부의 공간을 물이 대체하게 되고, 따라서 '잠수부'가 밀어내는 물의 무게는 줄어든다. 아르키메데스의 원리(부력의 원리)에 따라 '잠수부'가 밀어내는 물의 무게가 감소하면 그만큼 '잠수부'에 작용하던 물의 부력은 감소하게 된다. 따라서 '잠수부'에 작용하던 부력과 중력의 평형이 깨지며 '잠수부'는 용기의 밑바닥으로 가라앉게 된다. 용기에 가해지던 압력을 제거하면 '잠수부' 안의 공기가 다시 팽창하므로 부력이 원상태로 증가하며, '잠수부'는 다시 수면 위로 떠오르게 된다. 만약 '잠수부'의 무게와 '잠수부'가 밀어내는 물의 무게가 같다면 부력과 중력이 완전히 평형을 이루므로 '잠수부'는 수면에 뜨지도, 밑바닥에 가라앉지도 않고 용기의 중간쯤에 떠있게 된다.

## 활용

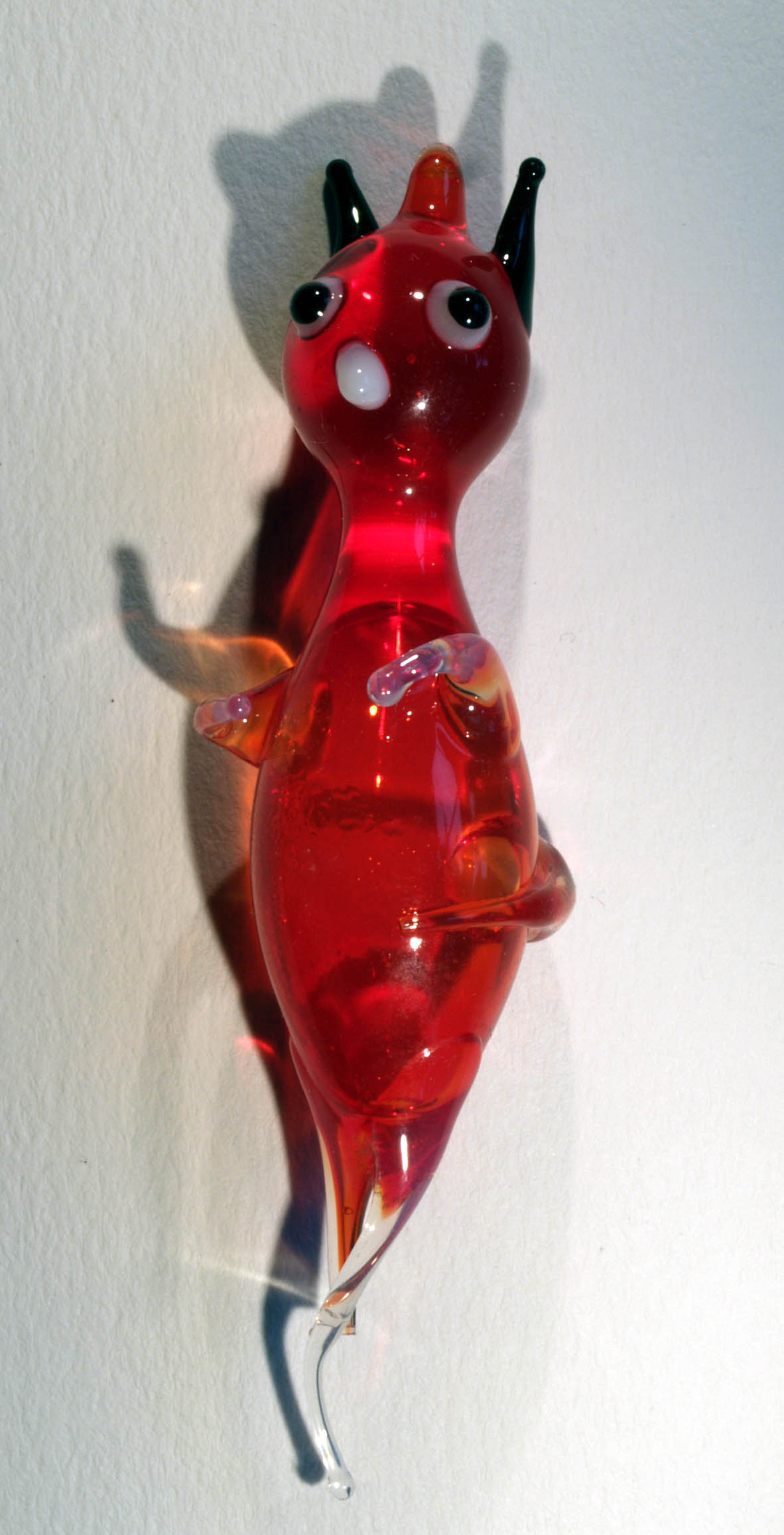
데카르트 잠수부의 원리가 적용된 유리 공예품. 꼬리부분에 꼬여진 작은 관이 보인다.

실제로 데카르트 잠수부의 원리는 워터 댄서 또는 물 악마라고 불리는 장난감을 만드는 데에 사용된다. 이 경우 사용되는 원리는 같지만 '잠수부'로써 관 대신 특성을 가지는 장식된 물체로 대체된다. 이 물체의 아랫부분에는 부력의 균형을 맞추기 위한 작은 관이 있기 때문에 '잠수부'로써의 역할을 할 수 있다. 예를 들면 왼쪽의 그림과 같은 빨간 유리 공예품 또한 데카르트 잠수부의 원리가 사용되는 장난감 중 하나로 꼬리 부분에 작은 관이 있어서 가해지는 압력에 따라 뜨고 가라앉는다. 특이한 점은 이 관이 약간 꼬여 있어서 물이 드나들 때 회전이 생기고, 이는 장난감이 돌면서 뜨고 가라앉게 한다.
한편 '잠수부'는 작은 풍선이나 종이클립으로 밑부분이 고정된 구부러진 빨대 등 다양한 재료로 만들 수 있으며, 액체의 유압을 측정하는 도구로써 이용될 수도 있다.

## 같이 보기
- 갈릴레이 온도계 - 데카르트 잠수부가 압력에 의해 부력이 변하는 경우라면 갈릴레이 온도계는 온도에 의하여 부력이 변하는 경우이다.